# Супшинка
Супши́нка (бел. Супшынка) — посёлок в составе Вишовского сельсовета Белыничского района Могилёвской области Белоруссии. Народное название - Коубуховка. Население — 2 человека (2009).
Ранее входила в состав Головчинского сельсовета.

## География

### Расположение
В 27 км на северо-восток от Белынич, в 24 км от Могилёва и железнодорожной станции Могилёв I.

## Транспортная система
Транспортная связь по автодороге Круглое — Могилёв. Планировка состоит из короткой меридиональной улицы. Застройка двухсторонняя, деревянными домами усадебного типа.

## История
Основана в 1920-е годы переселенцами из соседних деревень. В 1930 году организован колхоз имени В. И. Ленина.
В начале июля 1941 года оккупирована немецко-фашистскими захватчиками. Во время Великой Отечественной войны на фронтах погибли 5 местных жителей. Освобождена 29 июня 1944 года.
В 1986 году — в составе колхоза имени В. И. Ленина с центром в деревне Новосёлки.

## Население

### Численность
- 2009 год — 2 жителя.

### Динамика
- 2002 год — 3 двора, 4 жителя[3].
- 2007 год — 2 двора, 2 жителя.
- 2009 год — 2 жителя.